# Ingeborg Eriksdotter av Norge
Ingeborg Eriksdotter av Norge, född 1297, död 1357, var norsk och sedan svensk prinsessa och hertiginna med plats i rådet under kusinsonen kung Magnus Erikssons minderårighet. 

## Biografi
Hon var dotter till kung Erik Magnusson av Norge och Isabel Bruce. Hon giftes med den svenske prinsen och hertigen Valdemar Magnusson vid ett dubbelbröllop i Oslo år 1312, då samtidigt hennes kusin Ingeborg Håkansdotter av Norge giftes med Valdemars bror, hertig Erik Magnusson. 
Hon hade en son, Erik, som föddes 1316 om vilken inget mer är känt. 
Vid makens fängslande efter Nyköpings gästabud intog Ingeborg med den fyra år yngre kusinen och svägerskan Ingeborg en roll som ledare för deras makar hertigarnas parti. Den 16 april 1318 slöts ett fördrag i Kalmar mellan de två "hertiginnorna Ingeborg" och den danske hertigen Kristoffer av Halland-Samsö och ärkebiskop Esger i Lund, där hertiginnorna som sina makars representanter lovade att deras makar skulle hålla de löften som sattes som villkor, om Kristoffer och biskopen hjälpte makarna från fångenskapen och inte slöt fred med kungarna Erik av Danmark eller Birger av Sverige utan deras tillstånd. Senare samma år bekräftades dock hertigarnas död.  
Under Magnus minderårighet hade hon och kusinen Ingeborg en plats i rådet; den senare stod först i spetsen för förmyndarstyrelsen vid sidan av Mats Kettilmundsson men utmanövrerades snart av denne eller av andra numera okända herrar. Ingeborg Eriksdotter spelade aldrig veterligen en kraftfull roll som politiker såsom Ingeborg Håkansdotter som avsattes från sin maktposition stegvis mellan 1323 och 1326.      
Ingeborg Eriksdotter verkar ha stannat i Sverige resten av sitt liv och kallades från senast 1340 hertiginna av Öland.